# Edward Yourdon
Edward Nash Yourdon (30 april 1944 – 20 januari 2016) was een Amerikaans softwareontwikkelaar, computerconsulent, auteur en docent, en pionier in de software-engineeringmethodologie. Hij was een van de leidende ontwikkelaars van de gestructureerde analysetechnieken van de jaren zeventig en co-ontwikkelaar van zowel de Yourden/Whitehead methode voor objectgeoriënteerde analyse/ontwerp eind jaren tachtig en de Coad/Yourden methodologie voor objectgeoriënteerde analyse/ontwerp in de jaren negentig.

## Biografie
Yourdon heeft in 1965 zijn Bachelor of Science (BoS) behaald in toegepaste wiskunde aan het Massachusetts Institute of Technology (MIT), Amerika. Verder werkte hij als afgestudeerde in de elektrotechniek en informatica aan MIT en het Polytechnic Institute of New York. 
In 1964 begon Yourdon te werken bij Digital Equipment Corporation en ontwikkelde FORTRAN- programma's voor de PDP-5 minicomputer en later assembler voor de PDP-8 . Later in de jaren zestig en begin jaren zeventig, na te hebben gewerkt bij een klein adviesbureau en als onafhankelijk adviseur, richtte Yourdon in 1974 zijn eigen adviesbureau, YOURDON Inc., op om educatieve, publicatie- en adviesdiensten te verlenen. Nadat hij dit bedrijf in 1986 had verkocht werd hij lid van de Raad van Bestuur van meerdere IT-adviesbedrijven en was hij gedurende de jaren negentig adviseur bij verschillende onderzoeksprojecten in de software-industrie. 
In juni 1997 werd Yourdon ingewijd in de Computer Hall of Fame, samen met bekende namen als Charles Babbage, James Martin, Grace Hopper en Gerald Weinberg . In december 1999 noemde Crosstalk: The Journal of Defense Software Engineering hem een van de tien meest invloedrijke mensen op gebied van software.  
Eind jaren negentig werd Yourdon het middelpunt van de controverse over zijn overtuiging dat de Y2K gerelateerde computerproblemen zouden kunnen leiden tot ernstige softwarefouten die zouden uitmonden in een wijdverspreide sociale en maatschappelijke ineenstorting. Dankzij de inspanningen van Yourdon en duizenden andere toegewijde informatici, technologen, ontwikkelaars en projectmanagers zijn deze potentiële kritieke systeemstoringspunten met succes verholpen, waardoor de problemen die Yourdon en anderen vroeg genoeg hebben geïdentificeerd om een verschil te maken, werden vermeden.
In het nieuwe millennium werd Yourdon een Faculty Fellow bij het Information Systems Research Center van de University of North Texas en Fellow van de Business Technology Trends Council van het Cutter Consortium, waar hij ook redacteur was van het Cutter IT Journal.

## Werk
Na het ontwikkelen van gestructureerde analysetechnieken uit de jaren zeventig en objectgeoriënteerde analyse / ontwerp eind jaren tachtig en in de jaren negentig, specialiseerde Yourdon zich in het nieuwe millennium in projectbeheer, software engineering methodologieën en Web 2.0 ontwikkeling. Hij richtte ook het tijdschrift American Programmer op en publiceerde het (nu getiteld Cutter IT Journal ). Hij is tevens auteur van het boek Decline and Fall of the American Programmer . 

### Yourdon Inc.
In 1974 richtte Yourdon in New York het adviesbureau Yourdon Inc. op, dat advies, onderwijs en publicaties op het gebied van software-engineering verzorgde. Begin jaren tachtig had het bedrijf meerdere vestigingen in Noord-Amerika en Europa en een staf van 150 mensen. Ze hebben meer dan 250.000 mensen opgeleid in de onderwerpen gestructureerd programmeren, gestructureerd ontwerp, gestructureerde analyse, logische gegevensmodellering en projectbeheer.
In 1986 verkocht Yourdon het adviesbureau. Later werd het onderdeel van het Canadese (Québec) softwarebedrijf CGI Informatique . De uitgeverij had meer dan 150 boeken over onderwerpen op het gebied van software-engineering gepubliceerd voordat het onderdeel werd van Prentice Hall.

### Yourdon structured method
In de jaren 80 ontwikkelde Yourdon de Yourdon gestructureerde methode (YSM) in SSADM op basis van de functionele structurering . De methode ondersteunt twee verschillende ontwerpfasen: analyse en ontwerp. YSM omvat drie afzonderlijke stappen: het haalbaarheidsonderzoek; essentiële modellering; en implementatiemodellering. Het biedt een reeks modellen:
- Het gedragsmodel: stelt dat systeemgedrag op drie manieren kan worden beschreven: functies, dynamiek en relaties.
- Het processoromgevingsmodel (PEM): beschrijft de toewijzing van computerfuncties in processorhardware.
- Het software-omgevingsmodel (SEM): definieert de software-architectuur en de effecten hiervan vanuit elke processor.
- Het code organisatiemodel (COM): toont de modulaire structuur van elke taak van de code

De Yourdon gestructureerde methode (YSM) en gestructureerde analyse- en ontwerptechniek (SADT) zijn voorbeelden van gestructureerde ontwerpmethoden. 

### Jaar 2000 (Y2K) probleem
Eind jaren negentig was hij een van de belangrijkste voorstanders van de theorie dat de ' Y2K-bug ' zou kunnen leiden tot een ineenstorting van de beschaving, of in ieder geval een aanhoudende economische depressie en technologische afbraak op grote schaal. Hij schreef verschillende boeken over dit onderwerp, waaronder Time Bomb 2000 (ISBN 0-13-020519-2), en produceerde ten minste één video waarin die theorie werd uiteengezet (en met advies over hoe de komende crisis te overleven). Yourdon kreeg veel kritiek toen zijn voorspellingen (die voordat hij deze maakte al waren weerlegd door vele experts) niet uitkwamen, in welke vorm dan ook. Deze blunder heeft er wellicht toe geleid dat hij zijn geloofwaardigheid bij velen in de software-industrie heeft verloren. 

## Laatste jaren en overlijden
In zijn laatste jaren was Yourdon een internationaal erkende getuige-deskundige en computerconsulent, gespecialiseerd in projectbeheer, software-engineeringmethodologieën en Web 2.0-ontwikkeling. Hij stierf op 20 januari 2016 als gevolg van een postoperatieve bloedinfectie.

## Privéleven
Yourdon was getrouwd met Toni Nash. Hij had drie kinderen.. 
Yourdon was ook een fervent fotograaf wiens foto's werden gepubliceerd in The New York Times, Los Angeles Times, The Wall Street Journal, Fast Company, Forbes, Time / CNN, New York Observer, New York Magazine, Wired en de Huffington Post .

## Publicaties
Yourdon schreef meer dan 550 technische artikelen en schreef of co-auteur van 26 computerboeken sinds 1967. Een selectie: 
- 1967. Real-time systeemontwerp . Informatie & systemen Press.
- 1972. Ontwerp van online computersystemen . Prentice Hall.
- Yourdon, Edward (1979). Structured Design: Fundamentals of a Discipline of Computer Program and Systems Design. Yourdon Press. ISBN 978-0-13-854471-3.   Yourdon, Edward (1979). Structured Design: Fundamentals of a Discipline of Computer Program and Systems Design. Yourdon Press. ISBN 978-0-13-854471-3.   Yourdon, Edward (1979). Structured Design: Fundamentals of a Discipline of Computer Program and Systems Design. Yourdon Press. ISBN 978-0-13-854471-3.
- 1975. Technieken van programmastructuur en ontwerp . Prentice Hall.
- 1976. Leren programmeren in gestructureerde COBOL, deel I en II . Met C. Gane en T. Sarson en T. Lister. Prentice Hall.
- 1978. Leren programmeren in gestructureerde COBOL, deel II . Met Timothy Lister. Prentice Hall.
- 1979. Klassiekers in Software Engineering . Prentice Hall.
- 1982. Geschriften van de revolutie . Prentice Hall.
- 1988. De systeemlevenscyclus beheren . 2e ed. Prentice Hall.
- 1989. Moderne gestructureerde analyse . Prentice Hall.
- 1992. Verval en ondergang van de Amerikaanse programmeur . Prentice Hall.
- 1994. Objectgeoriënteerde systeemontwikkeling: een geïntegreerde aanpak . Prentice Hall.
- 1996. Case Studies in objectgeoriënteerde analyse en ontwerp . Met Carl Argila. Prentice-Hall.
- 1996. Opkomst en opstanding van de Amerikaanse programmeur . Prentice-Hall.
- 1999. De complete Y2K Home Preparation Guide . Met Robert Roskind. Prentice Hall.
- 1999. Time Bomb 2000: Wat de Y2K Computercrisis voor jou betekent!  . Met Jennifer Yourdon. Prentice Hall.
- 1999. De Y2K Financial Survival Guide . Met Jennifer Yourdon en Peter G. Gordon. Prentice Hall.
- 2001. Beheer van High Intensity Internet Projects . Prentice Hall
- 2002. Byte Wars: The Impact of 11 September on Information Technology . Prentice Hall
- 2003. Death March (2e editie) . Prentice Hall
- 2004. Outsourcing: concurreren in de wereldwijde productiviteitsrace . Prentice Hall